# 24. december
24. december eller juleaftensdag er dag 358 i året i den gregorianske kalender (dag 359 i skudår). Der er 7 dage tilbage af året. Juleaften fejres denne dag.
Dagens navn er Adam.

### Begivenheder
Født - Dødsfald
- 1294 - Bonifatius 8. bliver valgt til pave, og efterfølger dermed Pave Celestin 5.
- 1624 - Det danske postvæsen begynder at fungere, efter at Christian 4. udsendte en "Forordning om Post-Budde".
- 1777 - Kiritimati, også kendt som Christmas Island, opdages af James Cook.
- 1800 - I Paris afsløres et mordkomplot mod  Napoleon Bonaparte.
- 1811 - De to orlogsfartøjer HMS St. George og HMS Defence, tilhørende den britiske Østersøflåde, strander og totalforliser ved Thorsminde på Jyllands vestkyst under en orkan. Det er den største strandingskatastrofe nogensinde. 1.391 omkommer og kun 18 reddes.
- 1811 - Københavns første juletræ bliver tændt hos Frederikke Louise og dr.phil. Martin Lehmann i Ny Kongensgade.
- 1814 - Den britisk-amerikanske krig (1812) afsluttes officielt med indgåelsen af Gent-traktaten.
- 1849 - Den russiske forfatter Fjodor Dostojevskij sendes syg og epilepsiplaget, med fangetransport fra Sankt Petersborg til straffearbejde i Sibirien.
- 1851 - En del af Capitol og hele kongresbiblioteket i Washington D.C. ødelægges ved en brand.
- 1865 - Den racistiske bevægelse Ku Klux Klan bliver stiftet i Tennessee, USA.
- 1871 - Giuseppe Verdis Aida har premiere i Kairo ved åbningen af Suez-kanalen
- 1903 - Den første nummerplade i England (A1) udstedes til Earl Russel.
- 1913 - Ved et skibsforlis omkommer alle syv mænd fra bygden Skarð, Kunoy på Færøerne undtagen en 14-årig og en 70-årig. Bygden bliver efterfølgende forladt af kvinderne.
- 1914 - Under 1. verdenskrig indtræffer det første tilfælde af "julevåbenstilstand" ved fronten nær Ieper i Belgien.
- 1924 - Albanien bliver en republik efter nogle års turbulens siden løsrivelsen fra det Osmanniske Rige i 1912.
- 1939 - I begyndelsen af 2. verdenskrig appellerer pave Pius 12. i sit julebudskab om fred.
- 1943 - Præsident Franklin Delano Roosevelt udnævner den hidtidige skrivebordsgeneral Dwight D. Eisenhower til Commander-in-Chief af invasionen i Europa, "Operation Overlord".
- 1946 - Den Fjerde Republik proklameres i Frankrig.
- 1951 - Libyen bliver et selvstændigt kongedømme under Idris 1. efter at have været italiensk koloni siden 1911.
- 1953 - Ved Tangiwai-ulykken i New Zealand omkommer 151 passagerer i et tog, der forulykker på en bro, der minutter forinden var blevet skadet af en lahar.
- 1954 - Laos bliver uafhængigt af fransk overherredømme.
- 1968 - Apollo 8 går i kredsløb omkring Månen for første gang.
- 1979 - Den første europæiske Ariane-raket affyres.
- 1994 -  Ruslands nye forfatning træder formelt i kraft.
- 1997 - Terroristen Illich Ramirez Sanchez, også kendt som Sjakalen, bliver idømt livsvarigt fængsel i Paris.
- 2010 - Danmark får for 2. år i træk landsdækkende hvid jul. Dette er lidt af en meteorologisk sensation, da der aldrig før er registreret hvid jul 2 år i træk, siden man begyndte at registrere vejrdata i 1890.

### Født
- 1166 - Johan uden Land, engelsk konge (død 1216).
- 1461 - Christine, dansk dronning (død 1521).
- 1491 - Ignatius Loyola, spansk soldat og grundlægger af jesuiterordenen (død 1556).
- 1754 - George Crabbe, engelsk digter (død 1832).
- 1798 - Adam Mickiewicz, polsk digter (død 1855).
- 1809 - Eduard Osenbrüggen, tysk retslærd (død 1879).
- 1810 - Wilhelm Marstrand, dansk maler (død 1873).
- 1818 - James Prescott Joule, engelsk fysiker (død 1889).
- 1837 - Harald Jensen, dansk brændevinsbrænder (død 1914).
- 1837   - Elisabeth, kejserinde af Østrig og dronning af Ungarn (død 1898).
- 1845 - Georg 1., dansk-født græsk konge (død 1913).
- 1858 - Ludvig Holm, dansk violinist og komponist (død 1928).
- 1868 - Emanuel Lasker, tysk skakspiller (død 1941).
- 1876 - Thomas Madsen-Mygdal, dansk politiker og statsminister (død 1943).
- 1879 - Alexandrine, dansk dronning (død 1952).
- 1881 - Juan Ramón Jiménez, spansk digter og Nobelprismodtager (død 1958).
- 1884 - Oluf Ring, dansk komponist (død 1946).
- 1886 - Michael Curtiz, ungarsk-amerikansk filminstruktør (død 1962).
- 1893 - Carl Brisson, dansk skuespiller (død 1958).
- 1896 - Jens Oliver Lisberg, færøsk student og meddesigner af Færøernes flag (død 1920).
- 1905 - Howard Hughes, amerikansk flypioner, forretningsmand og filmproducent (død 1976).
- 1914 - Finn Gerdes, dansk forfatter og maler (død 1995).
- 1922 - Ava Gardner, amerikansk skuespillerinde (død 1990).
- 1925 - Lillian Tillegreen, dansk skuespillerinde (død 2002).
- 1931 - Mauricio Kagel, argentinsk komponist (død 2008).
- 1934 - Stjepan Mesić, kroatisk politiker, præsident i SFR Jugoslavien.
- 1940 - Henrik Hassenkam, tidl. generaldirektør i DSB (død 2011).
- 1942 - Peter Bonke, dansk skuespiller.
- 1943 - Tarja Halonen, finsk præsident.
- 1944 - Litten Hansen, dansk skuespiller, tidligere skuespilchef og tidligere folketingsmedlem.
- 1945 - Lemmy Kilmister, britisk musiker og sanger i Motörhead (død 2015).
- 1945 - Karen Syberg, dansk forfatter og feminist.
- 1949 - Doak Snead, amerikansk sanger og sangskriver (død 2020).
- 1955 - Clarence Gilyard, Jr., amerikansk skuespiller (død 2022).
- 1957 - Hamid Karzai, afghansk præsident.
- 1963 - Naja Marie Aidt, dansk forfatterinde, digter.
- 1966 - Diedrich Bader, amerikansk skuespiller.
- 1969 - Pernille Fischer Christensen, dansk filminstruktør.
- 1971 - Ricky Martin, puertoricansk sanger.
- 1972 - Anja Dalgaard-Nielsen, dansk terrorforsker
- 1973 - Martin Kellerman, svensk tegneserietegner.
- 1973   - Stephenie Meyer, amerikansk forfatter.
- 1974 - Thure Lindhardt, dansk skuespiller.
- 1981 - Dima Bilan, russisk sanger.
- 1991 - Louis Tomlinson, britisk sanger og medlem i bandet One Direction.
- 1998 - Alexis Mac Allister, argentinsk fodboldspiller.

### Dødsfald
- 1453 - John Dunstable, engelsk komponist (født ca. 1390).
- 1524 - Vasco da Gama, portugisisk opdagelsesrejsende (født 1469).
- 1847 - Finnur Magnússon, islandsk oldforsker (født 1781).
- 1863 - William Makepeace Thackeray, engelsk forfatter (født 1811).
- 1913 - Jacob Brønnum Scavenius Estrup, dansk godsejer og politiker (født 1825).
- 1935 - Alban Berg, østrigsk komponist (født 1885).
- 1947 - Christen Daell, dansk grundlægger (født 1883).
- 1959 - Holger Wederkinch, dansk billedhugger (født 1886).
- 1962 - Anna Henriques-Nielsen, dansk skuespiller (født 1881).
- 1968 - Knud Rex, dansk skuespiller (født 1912).
- 1975 - Bernard Herrmann, amerikansk komponist (født 1911).
- 1979 - Rudi Dutschke, tysk studenterleder (født 1940).
- 1980 - Karl Dönitz, tysk storadmiral og nazistisk politiker (født 1891).
- 1984 - Peter Lawford, engelsk-amerikansk skuespiller (født 1923).
- 1990 - Thorbjørn Egner, norsk forfatter, komponist og tegner (født 1912).
- 1992 - Peyo, belgisk tegneserietegner (født 1928).
- 1997 - Toshirō Mifune, japansk skuespiller (født 1920).
- 2008 - Harold Pinter, var en engelsk forfatter og dramatiker (født 1930).
- 2008 - Samuel P. Huntington, amerikansk politolog og forfatter (født 1927).
- 2016 - Richard Adams, engelsk forfatter (født 1920).

|  | Denne datoartikel kan blive bedre, hvis der indsættes et (bedre) billede Du kan hjælpe ved at afsøge Wikimedia Commons for et passende billede eller uploade et godt billede til Wikimedia Commons iht. de tilladte licenser og indsætte det i artiklen. |